# Georg Keller (Kupferstecher)
Georg Keller (* 1576 in Frankfurt am Main; † um 1640 in Nürnberg) war ein deutscher Kupferstecher, Radierer, Zeichner und Maler.

## Leben und Werk

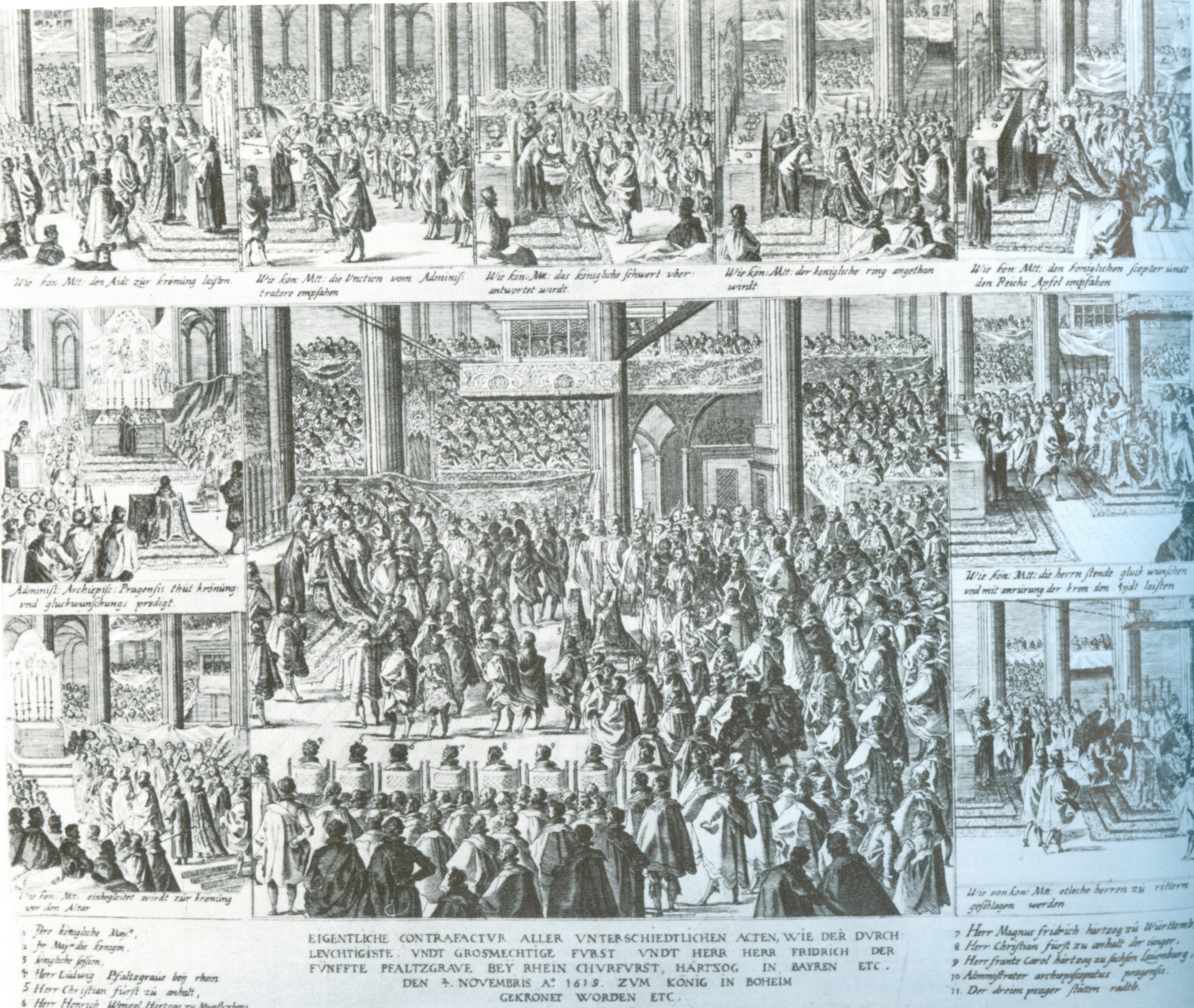
„Krönung Friedrichs V. von der Pfalz zum böhmischen König“, vielleicht von Georg Keller (dessen „Krönung Erzherzog Ferdinands zum König von Böhmen“ jedenfalls als Vorbild diente).

Keller wurde in den Werkstätten von Philipp Uffenbach (Frankfurt am Main) und Jost Amman (Nürnberg) ausgebildet, letzteres in vierjähriger Lehrzeit.
Für das 1603 und 1606 von den Gebrüdern de Bry in dreizehn Teilen und mehreren Nachträgen herausgegebene Werk Ost-Indische Reisen gestaltete Keller zahlreiche Tafeln, ebenso für das von Georg Ridinger 1616 in Mainz veröffentlichte Werk Architectur des Maintzischen Churfürstlichen neuen Schloßbawes St: Johannespurg zu Aschaffenburg die in Kupfer gestochenen Historien des Kaisersaals (Krönung Karls des Großen), das Vogelschaublatt des Schlosses Johannisburg (1611) und das Faltblatt "Die Churfürstliche Statt Aschaffenburgk" (1615). Auch in den von Sigmund Feyerabend und Matthäus Merian verlegten Büchern finden sich Stiche von Keller. Daneben werden ihm einige Landschaftsbilder und Altarblätter in Öl zugeschrieben, so eine „Magdalena“ für die Stiftskirche Obermünster zu Regensburg und ein „Antonius“ für die Franziskanerkirche zu Regensburg.
Keller arbeitete auch für den Thesaurus philopoliticus, eine Sammlung von in Kupfer gestochenen Stadtansichten aus der damals bekannten Welt, die ab 1623 von Eberhard Kieser und Daniel Meisner (Frankfurt am Main) herausgegeben wurde. Die Bibliothek des Klosters Strahov in Prag besitzt einen Kupferstich Kellers von 1627, die „Krönung Erzherzog Ferdinands zum König von Böhmen“.
Georg Keller zeichnete seine Werke mit dem Signum „G. Keller figuravit“ oder „GK iller fec:“.